# Удар блискавки
«Удар блискавки» — кінофільм режисера Брайана Деннелі, що вийшов на екрани в 2012 році.

## Зміст
Фільм засновано на спогадах студента, якого складно назвати зразковим сином і другом. У нього важкі стосунки з матір'ю, а друзів він не соромиться використовувати доволі негарним чином в своїх цілях. Можливо, саме за це він закінчує своє життя в незрілому віці в результаті удару блискавки. Своєрідна кара з небес за всі його гріхи, про які докладно дізнається глядач під час перегляду.

## Ролі
| Актор              | Роль             |
| ------------------ | ---------------- |
| Крістофер Колфер   | Карсон Філліпс   |
| Еллісон Дженні     | Шеріл Філліпс    |
| Крістіна Гендрікс  | Ейпріл           |
| Сара Гайленд       | Клер Метьюс      |
| Картер Дженкінс    | Ніколас Форбс    |
| Бред Вілльям Генке | директор Гіффорд |
| Ребел Вілсон       | Малері Беггс     |
| Анджела Кінсі      | міс Шарптон      |
| Поллі Берген       | бабуся           |
| Дермот Малруні     | Ніл Філліпс      |
| Ешлі Рікардс       | Вікі Джордан     |

## Знімальна група
- Режисер — Брайан Деннелі
- Сценарист — Крістофер Колфер
- Продюсер — Міа Чанг, Девід Пермут, Роберто Агуайр
- Композитор — Джейк Монако